# Matthäuskirche (Boguchwałów)

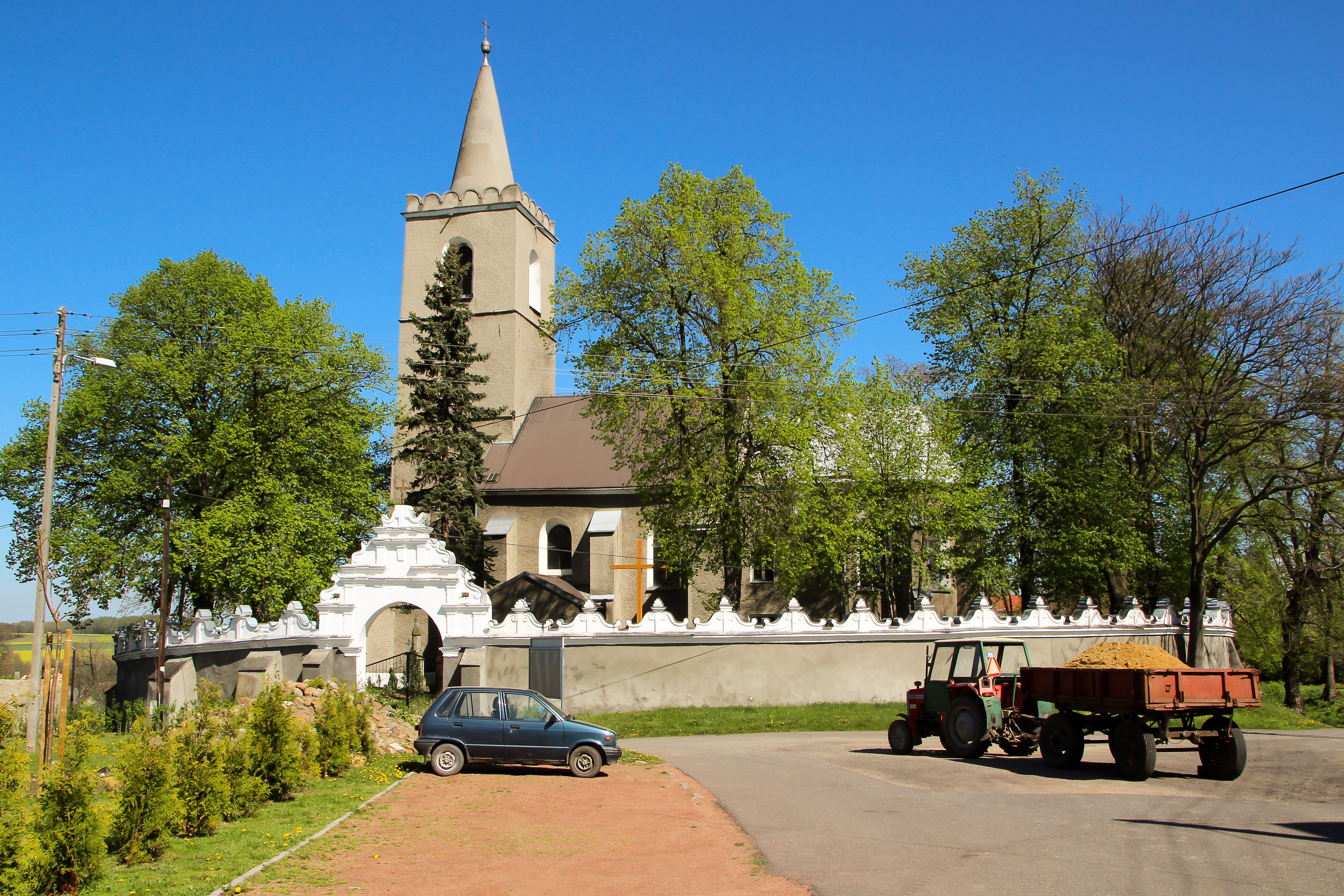
Matthäuskirche – Südfront

Die Matthäuskirche  (Kościół św. Mateusza Apostoła i Ewangelisty) ist eine römisch-katholische Kirche in der schlesischen Ortschaft Boguchwałów (Hohndorf) in der Gmina Baborów (Gemeinde Bauerwitz). Das Gotteshaus liegt im Dorfzentrum am höchsten Punkt des Ortes. Die Kirche ist die Hauptkirche der Pfarrei St. Matthäus (Parafia św. Mateusza Apostoła i Ewangelisty) in Boguchwałów.

## Geschichte

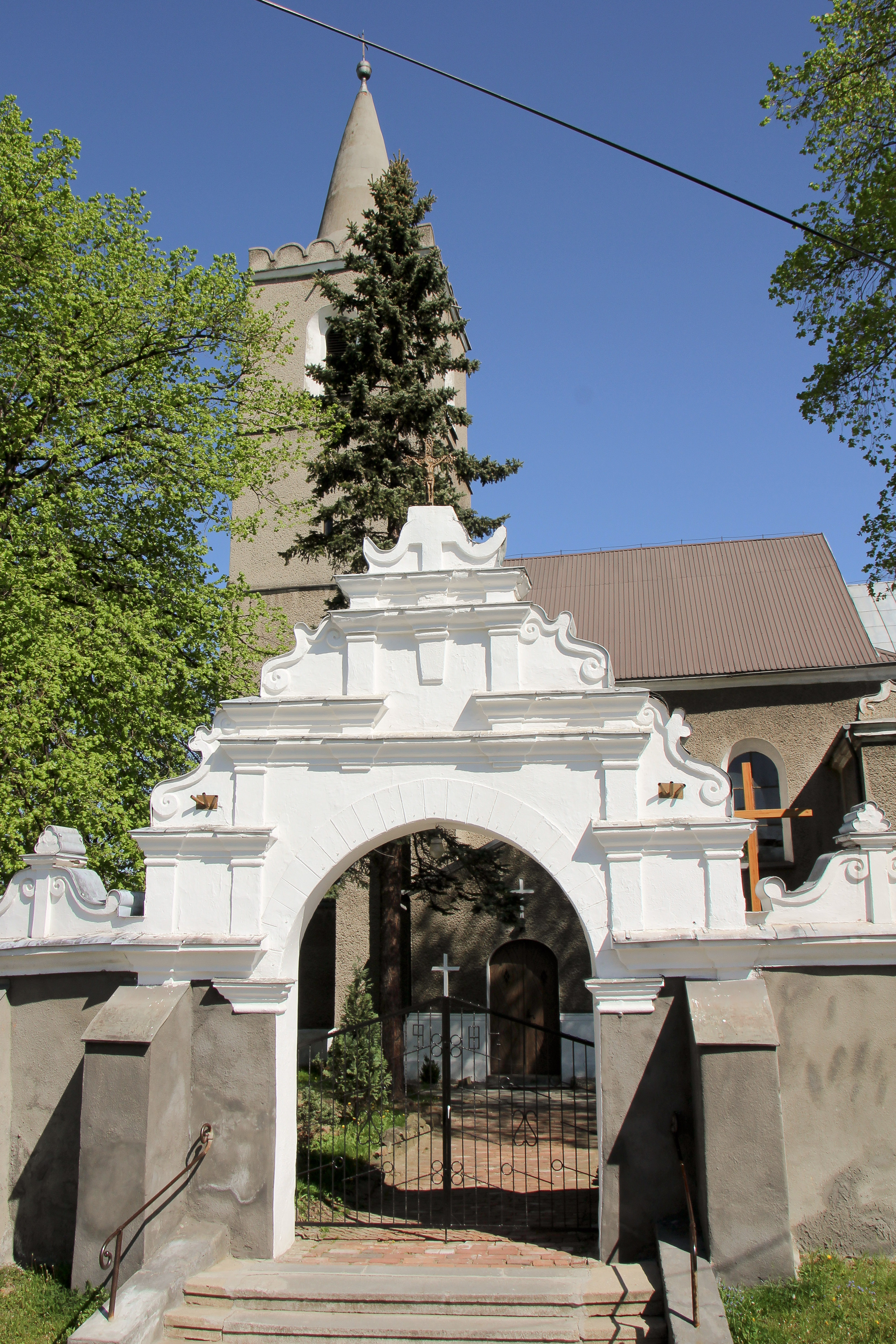
Renaissance-Tor

Der steinerne Kirchenbau entstand zwischen 1600 und 1602 im Auftrag des damaligen Gutsbesitzers Caspar Strzela de Dillau.
Während der Kampfhandlungen im Ort im März 1945 wurde die Kirche teilweise zerstört. Zunächst notdürftig wiederhergestellt, wurde der Kirchenbau 1959 saniert und instand gesetzt.
Die Kirche steht seit 1959 unter Denkmalschutz.

## Architektur und Ausstattung
Der Kirchenbau besitzt architektonische Merkmale der Gotik und der Renaissance. Das zweijochige Langhaus besitzt an der südlichen Seite eine Vorhalle und ein zweijochig, dreiseitig geschlossenen Chor. An der Südfront schließt die Sakristei an, welche eine Loge im Obergeschoss besitzt. Der Glockenturm an der Westfront ist verziert mit rustizierten Ecken und bekrönt mit einer Attika aus Rundbögen und einem Spitzhelm.
Die Inneneinrichtung stammt größtenteils aus dem 17. und 18. Jahrhundert. Drei Seitenaltäre entstanden im Stil der Renaissance und stammen aus der Bauzeit der Kirche. Die Kanzel aus dem 18. Jahrhundert besitzt ein Flachrelief mit der Darstellung der Evangelisten und Figuren der heiligen Peter und Paul. Das Taufbecken stammt aus dem 17. Jahrhundert.
Umgeben ist der Kirchenbau von einer Mauer mit einer Attika mit S-förmigen Aufsätzen. Die Mauer stammt aus dem Jahr 1602. An der Südseite befindet sich ein Tor mit einem reichverzierten Giebel.